# 津高虎太鼓
津高虎太鼓（つたかとらだいこ）は、三重県津市を拠点に活動する創作和太鼓チーム。
三重県津市を拠点とし、和太鼓を通した活動を行う郷土芸能団体である。創立当初から曲を洋譜面で教えている全国的にも珍しい団体である。2023年に発足50周年を迎えた。

## 沿革
1973年、津青年会議所創立20周年事業として発足した。金子圭佑が音楽監督として就任し、津藩主で築城名手と謳われた武将 藤堂高虎の功績をたたえる楽曲を演奏していた。津まつりに初参加。1979年、津高虎太鼓少年隊が結成される。
1981年、オイスカ国際活動20周年フェスティバル「第12回日本のリズム 太鼓まつり」に出演。1982年、津観音会式「'82奈良の夏祭り」に出演。1983年、創立10周年記念として「津高虎太鼓」のレコードがヤマハレーベルで作成された。1984年、津青年会議所から独立し、津高虎太鼓として組織化される。
1985年、音楽監督の金子圭佑が心筋梗塞にて急逝したため、水谷忍が音楽監督を引き継ぐ。このタイミングで、会員自らの手による創作和太鼓グループとして演奏の方針を転換した。三重フィルハーモニー交響楽団チャリティコンサート、フィリピンマニラ・シンガポール演奏旅行などに出演。1993年、創立20周年記念演奏会「津から響け伝統の競演」を公演。1996年、ニューヨークのカーネギーホールチャリティーフェスティバルに出演。2003年、創立30周年記念演奏会を公演。2013年、創立40周年記念演奏会を公演。
上記のほか、地元のお祭りである津まつりへの参加をはじめ、定期演奏会・海外演奏等の単独演奏、県・市代表として全国のイベント等に参加している。また、保・幼・小・中学校や特別支援学校等を対象とした演奏体験活動（ワークショップ）も行っている。青少年の健全育成と情操教育を目的として、津市の郷土芸能の一翼を担っている。

## 演目

### 代表曲
- 道囃子（藤舎呂華泉作調、1973年）

津青年会議所20周年記念に創作されたもので、お祭りの際に、津高虎太鼓の山車を雄々と引き廻すお囃子である。ゆったりとした拍子にのって、数々の変化したリズムが奏される。
- 本太鼓（藤舍呂華泉作調、1973年）

藤堂藩35万石の城下町の安濃津・津青年会議所が藤堂家にちなみ創作したもので、いわゆる「所望」として津大祭において各所で奏されるのがこの曲である。
- 藤堂豊年祈願太鼓（金子圭佑作調、1979年）

藤堂藩は永年の五穀の豊熟を津観音に祈願した。安濃津平野の豊穫をテーマに、ひいてはこれからの津市の発展祈願をこめたのがこの曲である。この曲は津高虎太鼓少年隊の結成を記念して同年の津大祭において初演された。
- 安濃津合戦太鼓（金子圭佑作調、1977年）

慶長5年（1600年）石田三成方の西軍は伊勢路に乱入。関ヶ原の戦いの前哨戦である「安濃津籠城戦」が始まった。城主富田信濃守信高は寄手3万の軍に対して町民を含む1,700名で奮戦。勇社な町人気質を背景に歴史に残る戦いを描いた曲である。
- 藤堂百人太鼓 〜序・春・夏・秋・冬の章〜（金子圭佑作調、1980年）

藤堂高虎公没350年、津築城400年を記念し、藤堂の民衆の気質と津の美しい風物をえがいて作られた曲である。曲は、序・春・夏・秋・冬の章に分かれており、誰もが参加できて太鼓をたたけることを念願して作曲された。序は、民衆が百人太鼓のために集まるさまをえがき、曲のはじまりをつげる寄席太鼓の部分をえがいた。春の章（副題・偕楽園）は、紫つつじの咲く名所とうたわれ十一代藩主藤堂高猷が創設した美しい山荘と、春を謳歌している民衆をえがいた。夏（同・阿古木乃浦）は、二代藩主・高次公時代から娯楽としてとりあげられ、11代高猷時代に「楯干の被下」として民衆化した棚干の名所として知られる白砂青松、そして謡曲阿漕で有名な阿漕浦を描き、また、阿漕平治の伝説も笛の音であらわしたもの。秋（同 豊作と祭）は、元和偃武の直後は共同娯楽として辻相撲が流行、特に三代藤堂高久公は相撲が好きでしばしば力士を招いて馬場屋敷で相撲を催したが、これを大相撲の寄せ太鼓で表現、やがて乱れ打ちに変わり、豊作と民衆の祭を表現。冬（同・経ヶおろし）は、冬将軍の厳しさとそれに立ち向かう藤堂藩民の心意気と明日に向ってはばたく民衆の姿をえがいたものである。
- 日本太鼓とオーケストラの為の安濃津譚抄（金子圭佑作調、1984.3）

「安濃津譚抄」とは古い津の里お話しの抜き書き調という意味である。この曲は、戦国時代前の素朴な情緒豊かな古き良き時代の安濃津に思いを馳せられて作られたもので、1984年、日本太鼓群とティンパニーとシンセサイザーのコラボレーションとして「津打の会」、「三重フィルハーモニー交響楽団」が演奏した。曲は、締太鼓の序章について朝もやの中から安濃津平野のテーマが浮かび上がってくる。鈴鹿の山々に抱かれて、そして阿漕の海に育まれた美しい田園の安濃津平野。そして安濃津城をいただく活気にあふれた凛々しい城下町。激しい太鼓のリズムと牧歌的な安濃津平野のテーマがシンセサイザーで歌われる。そして冬。鈴鹿おろしの吹く中、里からは「子守歌」が聞こえてくる。そして安濃津平野のテーマは勇壮な太鼓のリズムに乗って春を謳歌し、安濃津の里は平和と喜びに包まれる。
- おこせ火（水谷忍作調、1998.4、村田2005.12編調）

まちや地域の、やる気を起こせ・元気をおこせ・文化と発展をおこせ、という願いを込めて地域のまち、人々とのつながりを願う曲である。1998年 「全国商店街まちづくりと全国高虎城下町まちづくりサミット」が津市で開催され、丸之内商店街による「藤堂高虎公ねぶた山車」を引き回す演奏曲として作曲される。2010年4月、人が「明日へ向かって」の思いを込めた歌詞を作詞して演奏に取り入れ、思いをおこせ火に灯す。
- 予兆（生田隆明作調）

2021年に第76回国民体育大会「三重とこわか国体」が開催されるにあたり、その開会式の演奏曲として作曲される。
その他の曲を含めると、40曲を超える曲が作曲・演奏されている。

## 受賞
- 1982年 - 音楽監督の金子圭佑が「三重県文化奨励賞（音楽·演劇部門）」受賞
- 1990年 - 津高虎太鼓が津市の文化奨励賞を受賞
- 1992年 - 津高虎太鼓が三重県の知事表彰を受ける
- 2004年 - 音楽監督水谷忍が「三重県文化奨励賞（音楽·演劇部門）」受賞
- 2009年 - 津高虎太鼓が津市の文化功労賞を受賞